# Bufo tuberospinius
Bufo tuberospinius es una especie de anfibio anuro de la familia Bufonidae.

## Distribución geográfica
Esta especie es endémica del condado Tengchong en Yunnan, China. Habita alrededor de 1900 m de altitud.

## Publicación original
- Yang, Liu & Rao, 1996 : A new toad genus of Bufonidae - Torrentophryne from transhimalaya mountain of Yunnan of China with its biology. Zoological Research, vol. 17, n.º 1, p. 1-7.[5]